# Phare de Fort Ripley Shoal
Le phare de Fort Ripley Shoal (en anglais : Fort Ripley Shoal Light) était un ancien phare de l'entrée du port de Charleston dans le Comté de Charleston en Caroline du Sud.

## Historique
Les chenaux d'approche du port de Charleston, peu après le passage de Fort Sumter, sont séparés par un grand banc s'étendant au sud-est depuis Folly Island (en). La partie sud du banc, connue sous le nom de Middle Ground, était le site de Fort Ripley durant la guerre de Sécession, construit sur une île artificielle. Le fort s'est depuis effondré sous les vagues.
En 1878, un phare de type screw-pile lighthouse fut érigé à une courte distance des vestiges du fort, pour marquer le haut-fond. Celui-ci a été désactivé et démantelé en 1932. Cependant, une tour à claire-voie beaucoup plus grande a été érigée sur le même site pour remplacer le vieux feu arrière des phares de Fort Sumter. Cette tour reste en service, bien qu'elle ne soit pas nommée dans les cartes. Elle affiche trois lumières : une paire de feu (51 et 52 m) pour présenter les aspects jour et nuit de la gamme et un troisième (15 m) pour marquer le passage.
Identifiant : ARLHS : USA-298.

### Lien connexe
- Liste des phares en Caroline du Sud